# Aura
 Ovo je glavno značenje pojma Aura. Za druga značenja pogledajte Aura (razdvojba).
Aura je u parapsihologiji i spiritizmu suptilno jasno blistavo polje zračenje u više boja koje okružuje osobu ili objekt poput plašta ili aureole. 
Po tim vjerovanjima, ona je sastavljena od vibracija elemenata poput duše i čakri, unutarnjih supstancija postojanja, no dokazi za njeno postojanje ne postoje.
Neki metafizički sustavi pripisuju joj mogućnost reflektiranja raspoloženja i misli osobe koju okružuje da bi se prema tome mogla sagledati osoba te njeno psihičko i fizičko stanje.
Čest je slučaj neuroloških oboljenja (primjerice migrena), pa i običnih trikova oka, koji navode osobu na misao da vidi auru. Najčešće se radi o paslikama, efektima mrežnice, kada osoba nepomično gleda u objekte višeg kontrasta, pa joj se zbog zamora receptora i neizbježnih laganih pokreta koji sliku objekta po mrežnici razmazuju, čini da oko njih vidi sjajno titravo polje.
Neki pseudoznanstvenici tvrde da se aura može snimiti tzv. Kirlianovom kamerom, no činjenica je da za takve tvrdnje nemaju dokaz. Slike koje takva kamera proizvodi zapravo su visokonaponski otisci na negativu, tj. pražnjenje električne energije preko objekta i negativa na uzemljenje. Izgled otiska jako se mijenja s električnim otporom objekta.
Također, postoje i trikovi s kamerama vezanima za računala koja uzimaju podatke o električnom otporu kože (mjerenom između niza točaka na tijelu) koja onda po fotografiji oslikavaju raznobojna polja.